# Араратска равница
Араратска равница (јерм. Արարատյան դաշտ, тур. Ağrı Ovası) представља широку и плитку котлину на Јерменској висоравни. На истоку је ограничена језером Севан и Гегамским планинама, на северу је Арагац а на југу Арарат. 
Река Аракс дели ову равницу на два дела. Северни, већи део је у саставу Јерменије, док подручје између Аракса и Арарата припада Турској. Надморска висина креће се између 850 и 1.000 метара, а дужина износи око 90 км. 
Подручје карактерише континентална клима и полусушна клима са умерено топлим летима и хладним зимама. Киша је ретка лети. Зими падавине углавном падају у облику снега. Средња јануарска температура креће се измеђи -1 и -6 °C, а јулска између 25 и 26,5 °C. Количина падавина је доста мала и просечно годишње износи 250—300 мм па се због тога подручје наводњава водом из Аракса, Севџура, Касаха, Храздана и других мањих река. 
Подручје Араратске равнице и Севанског басена се одликује великим бројем сунчаних сати годишње - око 2.700 сати. 
У централном делу ове низије налази се и главни град Јерменије Јереван.